# Municipio de Knob
El municipio de Knob (en inglés: Knob Township) es un municipio ubicado en el condado de Clay en el estado estadounidense de Arkansas. En el año 2010 tenía una población de 243 habitantes y una densidad poblacional de 3,54 personas por km².

## Geografía
El municipio de Knob se encuentra ubicado en las coordenadas 36°17′8″N 90°26′10″O / 36.28556, -90.43611. Según la Oficina del Censo de los Estados Unidos, el municipio tiene una superficie total de 68.56 km², de la cual 68,56 km² corresponden a tierra firme y (0 %) 0 km² es agua.

## Demografía
Según el censo de 2010, había 243 personas residiendo en el municipio de Knob. La densidad de población era de 3,54 hab./km². De los 243 habitantes, el municipio de Knob estaba compuesto por el 97,94 % blancos, el 0,41 % eran amerindios y el 1,65 % eran de una mezcla de razas. Del total de la población el 0,41 % eran hispanos o latinos de cualquier raza.